# Nyoma pusilla
Nyoma pusilla är en skalbaggsart som först beskrevs av Stefan von Breuning 1943.  Nyoma pusilla ingår i släktet Nyoma och familjen långhorningar. Inga underarter finns listade i Catalogue of Life.